# Surulere
Surulere es una de las 20 áreas de gobierno local (AGL) del Estado de Lagos.
Surulere está a unos 8 km de la Isla de Lagos, en el territorio continental de Lagos, y tiene una superficie de 23 kilómetros cuadrados. En el último censo en 2006 fueron 503,975 los residentes en Surulere , y había contado con una densidad de población de 21,912 habitantes por kilómetro cuadrado. Surulere limita al norte con Mushin, al este con Lagos Mainland, al sur con Ajeromi-Ifelodun y Apapa, y al oeste con Amuwo Odofin y Oshodi-Isolo.
El 27 de agosto de 1991 el AGL fue separado de Lagos Mainland. Es el centro de la industria cinematográfica de Lagos (Nollywood). En Surulere se construyó el Surelere Stadium para los Juegos Panafricanos de 1973 .